# Gert-Uwe Mende

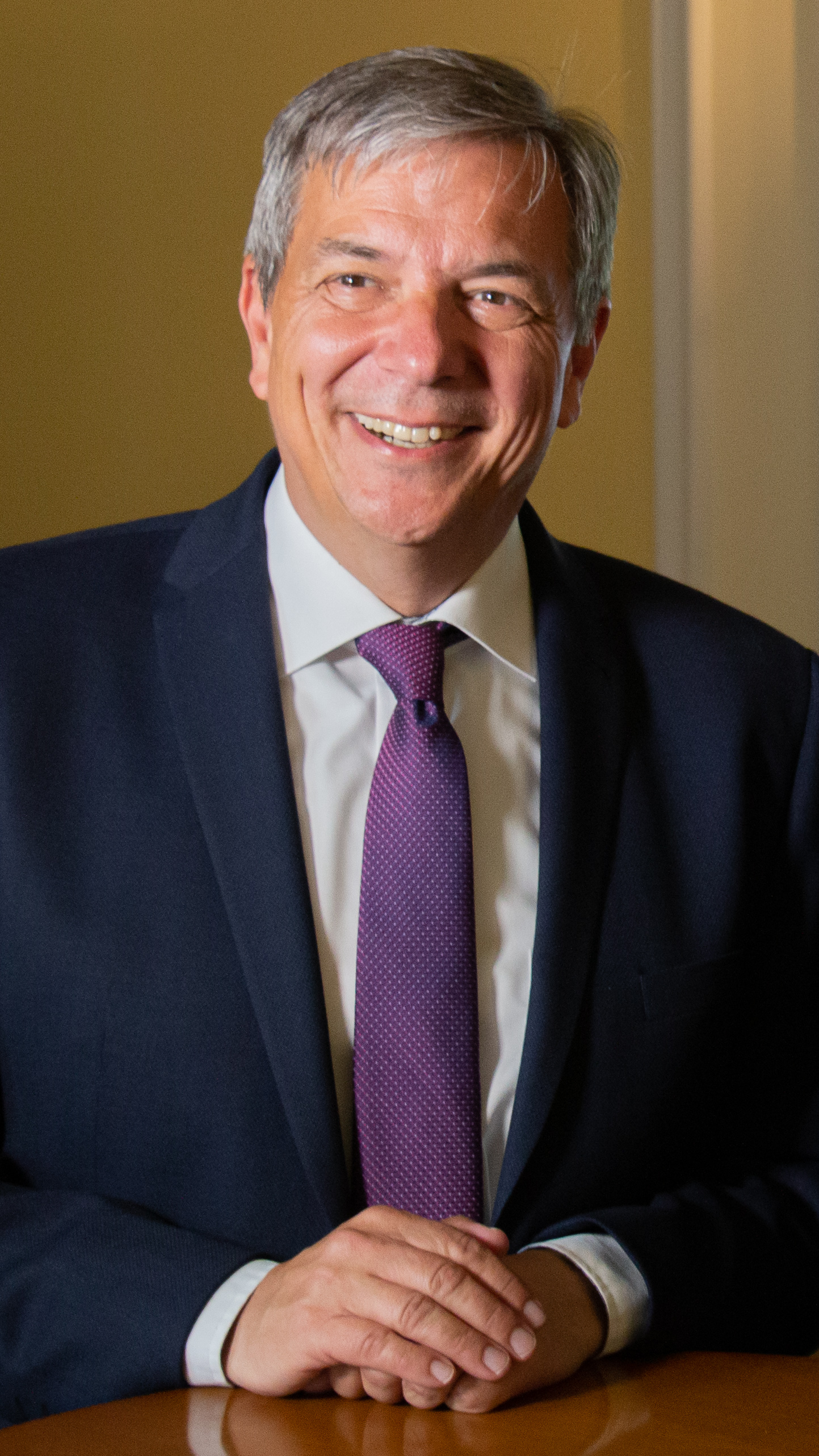
Gert-Uwe Mende am Wahlabend im Wiesbadener Rathaus (2019)

Gert-Uwe Mende (* 15. Oktober 1962 in Bonn) ist ein deutscher Politiker (SPD). Er wurde am 16. Juni 2019 zum Oberbürgermeister der hessischen Landeshauptstadt Wiesbaden gewählt und am 30. März 2025 für eine zweite Amtszeit bestätigt.

## Leben
Mende wurde im Oktober 1962 in Bonn geboren. Seine Familie zog im Jahr 1966 in die nordhessische Stadt Bebra, wo sein Vater August-Wilhelm zwei Jahrzehnte lang hauptamtlicher Bürgermeister war. Sein Bruder Dirk-Ulrich Mende war unter anderem Oberbürgermeister von Celle und Bundestagsabgeordneter. In den Jahren 1981 bis 1987 studierte Mende mittlere und neuere Geschichte, Politikwissenschaft und Volkswirtschaftslehre in Göttingen. Im darauffolgenden Jahr leistete er seinen Zivildienst beim Studentenwerk in Göttingen. Von 1989 bis 1990 absolvierte er ein Redaktionsvolontariat bei der Hessischen/Niedersächsischen Allgemeinen in Kassel. Anschließend war er bis 1991 Redakteur bei der HNA im Ressort Nachrichten/Politik.
In den Jahren 1991 bis 1997 war Mende Pressesprecher des damaligen hessischen Innenministers Herbert Günther und seines Nachfolgers Gerhard Bökel. Von 1997 bis 1999 war er Leiter des Ministerbüros im Hessischen Ministerium des Inneren und für Landwirtschaft, Forsten und Naturschutz. In den Jahren 1999 bis 2006 war er Pressesprecher der SPD-Fraktion im Hessischen Landtag. Von 2006 bis 2019 war Mende Geschäftsführer der SPD-Landtagsfraktion.
Mende ist verheiratet und Vater von zwei Kindern.

## Politische Laufbahn
Mende trat im Jahr 1979 in die SPD ein. Von 2017 bis 2019 war er stellvertretender Vorsitzender des SPD-Unterbezirks Wiesbaden. Von 2016 bis Ende Juni 2019 war er Mitglied im Ortsbeirat des Wiesbadener Stadtteils Dotzheim und 2018/2019 Ortsvorsteher Dotzheims.
Im März 2019 wurde Mende zum Kandidaten der Wiesbadener SPD für die anstehende Oberbürgermeister-Wahl gewählt, nachdem Amtsinhaber Sven Gerich angekündigt hatte, nicht mehr antreten zu wollen. Den ersten Wahlgang der OB-Wahl am 26. Mai gewann Mende mit 27,1 % der Stimmen. In der Stichwahl am 16. Juni konnte er sich mit 61,8 % gegen Eberhard Seidensticker (CDU) durchsetzen.
Im März 2025 stellte sich Gert-Uwe Mende zur Wiederwahl als Oberbürgermeister von Wiesbaden. Im ersten Wahlgang am 9. März erhielt er 37,7 % der Stimmen, während der parteilose Thilo von Debschitz, unterstützt von CDU und FDP, 30,1 % erreichte. Da keiner der Kandidaten die absolute Mehrheit erzielte, fand am 30. März eine Stichwahl statt. In dieser setzte sich Mende mit 58,1 % der Stimmen gegen von Debschitz durch und wurde somit für eine zweite Amtszeit gewählt. Die Wahlbeteiligung lag bei 34,9 %.